# 浦野真楽斎
浦野 真楽斎（うらの しんらくさい）は、戦国時代の武将。上野国吾妻郡の国衆。大戸平城主。「大戸真楽斎」とも呼ばれる。諱について、宮坂武男は「重成」としているが出典は不明。通称が何度も変わっているが、本記事においては人称を一貫して「真楽斎」で通す。

## 生涯

### 出自
大戸浦野氏は吾妻郡大戸城（現・東吾妻町）を本拠とする国衆であり、信濃国小県郡浦野荘を本貫とする。ただし、信濃浦野氏との関係は判然とせず、検討の余地がある。真楽斎の父について永禄7年2月7日付の武田信玄判物にある「浦野三河守」とする説があるが、三河守は三島（同前）を本領とする浦野一族であり真楽斎の父ではないとの説もある。

### 事績・武田氏への従属
天文21年（1552年）に上杉憲政が後北条氏に上野を追われると上野国衆は次第に後北条氏に従属するようになり、大戸浦野氏も後北条氏に従属したとみられる。永禄3年（1560年）に憲政を擁した長尾景虎（上杉謙信）が関東侵攻を開始すると、真楽斎は北条氏政より上杉勢の越山の報告と、実子を倉賀野へ人質として提出するように求めている。この時点で真楽斎ら大戸浦野氏は後北条方であったが、翌年に作成された『関東幕注文』には箕輪衆として「大戸中務少輔」の名前が確認でき、上杉方の従属国衆として箕輪長野氏の同心となった。
永禄4年（1561年）11月から武田信玄による西上野侵攻が開始された。信玄は11月9日時点で真楽斎に上野への出馬を知らせ、遅くとも翌年5月までには真楽斎・民部右衛門尉兄弟は鎌原重澄・甘利昌忠を通じて武田氏に従属している。同月には箕輪長野氏への攻撃を開始し、2日に権田（現・高崎市）を放火し、8日には室田（同前）に侵攻し長野三河入道（業氏か？）を討ち取っている。その翌年12月には木部に在陣する信玄の元に参陣し拝謁している。
永禄7年（1564年）1月までは官途名「中務少輔」を称しているが、同9年（1566年）閏8月より「宮内左衛門尉」の名乗りが確認できる。
永禄10年（1567年）4月16日、信玄より真楽斎・弾正忠父子に「三島・山県・三蔵・水沼・岩氷」の所領が宛がわれ、大戸城を中心として北は三島までの温川流域、南は三ノ倉（現・高崎市）までの烏川流域までの一円的な所領を形成していたとみられる。
天正7年（1579年）頃に家督を嫡子・弾正忠に譲り、武田勝頼より所領の安堵を受けている。この際に出家して「真楽斎」を名乗っている。しかし同9年（1581年）の高天神城の戦いで弾正忠が戦死したため、再び家督の座についたとみられる。

### 武田氏滅亡後
天正10年（1582年）3月に武田氏が滅亡すると、安中氏を通じて織田信長に従属し、滝川一益配下となる。その後神流川の戦いで後北条氏が上野に進出すると後北条氏に従い、北条氏邦の指南を受けた。
その後吾妻・沼田を領する真田昌幸が敵対すると、10月に北条氏直より真田氏の離反と北条綱成以下5000騎の援軍派遣を伝えられ、さらに真楽斎に岩櫃城を攻撃するように命じている。

### 大戸浦野氏の没落
しかしその後真楽斎ら大戸浦野氏の国衆としての動向はみられなくなる。天正12年（1584年）2月には北条氏邦が大戸に赴き手子丸城（現・東吾妻町）の普請を行っており、大戸浦野氏の勢力圏が後北条氏により直接管理されている。
『加沢記』に真楽斎の最期が記されている。真楽斎ら大戸浦野氏は後北条氏から離反したため、天正11年9月に内藤丹波守・富永主膳を大将とする北条軍5000騎が大戸方面へ派遣された。真楽斎と弟の但馬守は三ノ倉で応戦したが敗れ、さらに手子丸城に三日間籠城した後兄弟共に自害したという。
天正10年9月時点で甥の民部左衛門尉が上杉氏に通じており、大戸浦野氏は上杉景勝へ離反した結果没落したのではないかと推測されている。